# 拐杖糖

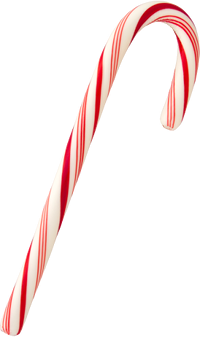
一根拐杖糖

拐杖糖是圣诞节常见的一种糖果，外观通常是红白相间的拐杖形状，但是颜色并不是千篇一律。拐杖糖与圣诞树和圣诞老人一样，作为圣诞节的重要元素而被人熟知。

## 流行文化

### 电子游戏
- 使命召唤手游。2021年12月份，使命召唤手游上线怪诞礼物转盘(復仇紅鼻轉盤)，战斗刀被制作成了具有拐杖糖外观的武器。中国区命名为战斗刀-怪诞礼物，台服命名为小刀-糖果陷阱